# Ян Франс Вилемс
Ян Франс Вилемс (на нидерландски: Jan Frans Willems) е фламандски писател и общественик, често определян като бащата на Фламандското движение.

## Биография
Той е роден на 11 март 1793 година в Бухаут край Антверпен, малко преди анексирането на днешна Белгия от Франция. От 1807 година живее в Антверпен, където започва да пише стихове. През следващите години той става известен със своя ентусиазъм за възраждане на фламандския език и литература. След отделянето на Белгия от Обединеното кралство Нидерландия през 1830 година Вилемс е най-видната фигура на движението за превръщане на фламандския в официален език наред с френския.
Ян Франс Вилемс умира на 24 юни 1846 година в Гент.